# مخيم الدهيشة
مخيم الدهيشة مخيم لاجئين فلسطيني يقع جنوب شرقي بيت لحم في الضفة الغربية. مساحة المخيم 1.5 كم مربع. بحسب معطيات الجهاز المركزي للإحصاء الفلسطيني في منتصف عام 2006 يقدر عدد سكان المخيم بـ 9,399 نسمة.
تأسس المخيم كمخيم مؤقت لـ 3,400 لاجئ فلسطيني يعود أصلهم إلى 45 قرية غربي القدس والخليل غادروا بيوتهم خلال حرب 1948. في البداية عاش اللاجئون في خيام لكنهم الآن يعيشون في بيوت، أزقة المخيم ضيقة وهنالك نقض في المياه في فصل الصيف.

## تاريخ
تأسس مخيم الدهيشة في 1949 على قطعة أرض مساحتها تقدر بـ 430 دونم داخل حدود بيت لحم في الضفة الغربية. وتعود أصول الساكنين فيه إلى أكثر من 45 قرية غربي القدس والخليل. كان الدهيشة أحد المخيمات المؤقتة التي كانت حلا إنسانيا مؤقت لمشكلة إسكان اللاجئين الفلسطينيين. عند نهاية خمسينات القرن العشرين بدأت الأونروا ببناء وحدات سكنية بسيطة: غرفة واحدة مساحتها 10 أمتار مربعة، سقف معدني وأرضية من الباطون. بمرور السنين قام اللاجئون ببناء بيوت أوسع من الوحدات التي بنيها الأونروا.
أثناء الانتفاضة الأولى أقام الجيش الإسرائيلي سياجا أمنيا حول المخيم وباب دوار معدني عند المدخل الرئيسي لمنع رمي الحجارة على السيارات الإسرائيلية المارة على طريق القدس الخليل الرئيسي. بقي الجدار حتى أزيل عام 1995، حينا أصبح المخيم تحت سيطرة السلطة الفلسطينية.
في 1995، أنشأ ساكنو المخيم لجنة للمخيم تعد الآن أكثر اللجان نشاطا في مخيمات لاجئي الضفة الغربية.
في 1997، أنشأت الأونروا مدرسة بنات جديدة وجهزتها بتبرعات من وكالة المعونة الأمريكية.

## السكان
سكان المخيم ينحدرون من 45 قرية معظمها من القسم الغربي لقضاء القدس وقضاء الخليل. وينحدر أصول أكثر من نصف سكان المخيم إلى قرى زكريا، بيت عطاب، جرش، بيت نتيف، علار، رأس أبو عمار، الولجة. فيما ينحدر بقية سكان المخيم من دير آبان، عجور، القبو، رافات، خربة بيت فار، خلدة وغيرها.

## أعلام بارزون
- إبراهيم ملحم
- إبراهيم رمضان
- آيات الأخرس
- حنان الحروب
- ناصر اللحام
- خالد الحروب
- ماجد فرج